# Marosvásárhely tömegközlekedése
A marosvásárhelyi tömegközlekedés a szocializmus idején alakult ki, a lakosság és a területek növekedése tette szükségessé ezt. A városban autóbuszok közlekednek.

## Autóbuszok

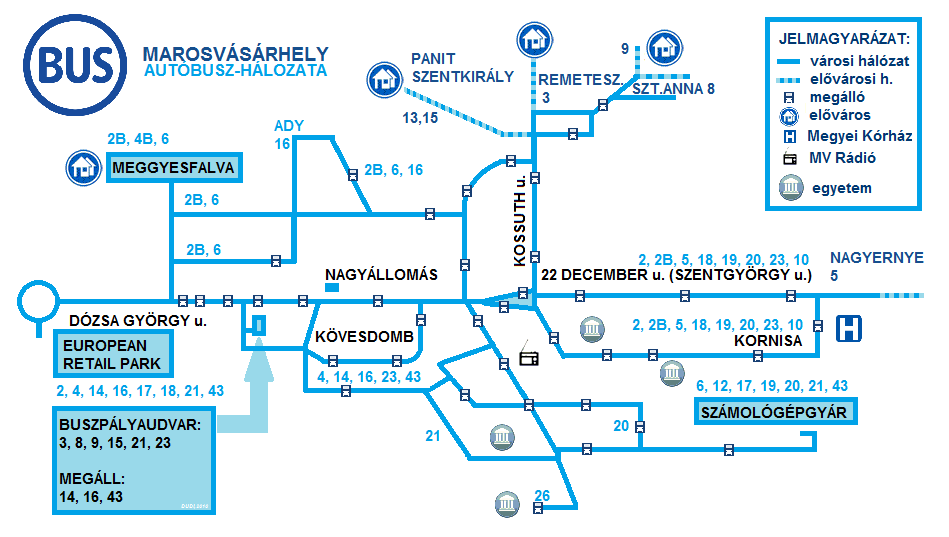
Marosvásárhely autóbusz-hálózata

A helyi tömegközlekedését a helyi közszállítási vállalat (Transport local) 136 autóbusza látja el 27 útvonalon.
Autóbusz-állomások:
- Transport Local autóbusz-állomás

## Vasút

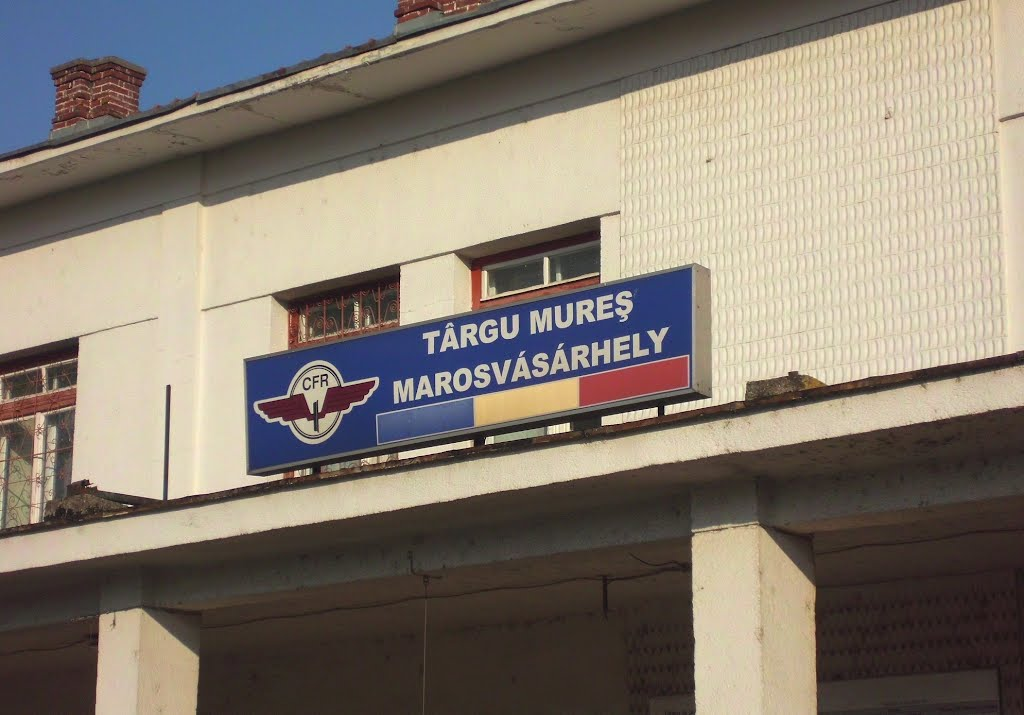
Kétnyelvű felirat a Nagyállomáson

A város a Déda–Marosludas–Székelyföldvár-vasútvonal mentén fekszik, nagyszámú lakossága ellenére nem egy fontos vasúti csomópont. Három vasútállomása van: az Északi (Kisiállomás, románul: Gara Mică), Marosvásárhely vasútállomás (Nagyállomás, Gara Mare), és a Déli (Gara de Sud). A Nagyállomás átlagosan 35 ezer utast szolgál ki évente (2012). A vasutat a CFR üzemelteti.